# فلاديمير إيفانوفيتش استومن
فلاديمير إيفانوفيتش استومن (بالروسية: Владимир Ивано Истоминоми) هو قائد عسكري روسي ولِد في 9 فبراير 1810م في قرية لوموفكا بمقاطعة بينزا في رُوسيا، اُشتهر بدفاعه عن مدينة سيفاستوبول أثناء حِصارها من قِبل الأساطيل الفرنسية والبريطانية والعثمانية في معركة حصار سيفاستوبول وكان من قواد الأسطول الروسي، قُتل أثناء المعركة بقذيفة أُطلقت نَحوه في 7 مارس 1855م.

## العائلة
ولد في 9 فبراير 1810م بقرية لوموفكا بمقاطعة بينزا، تشير بعض المصادر إلى مكان ميلاد آخر وهو مدينة تالين بمحافظة إستونيا التابعة للإمبراطورية الروسية. قضى طفولته في إستونيا حيث عمل بها والده وزير الخزانة الأستونية إيفان أندريفيتش استومن، وهو شقيق كل من قسطنطين استومن وبافل استومن. 

## حياته العسكرية
في عام 1823م انضم فلاديمير استومن إلى سلاح البحرية كاديت وتخرج منها عام 1827م برتبة ضابط بحري وتم تعيينه ضمن طاقم سفينة آزوف بقيادة ميخائيل لازاريف. في نفس العام شارك في معركة نافارين حيث تميز فيها وحصل على وسام القديس جورج من الدرجة الرابعة، شارك في الحرب الروسية العثمانية (1828-1829) وحصل على وسام القديسة آنا من الدرجة الثالثة. في عام 1832م تم نقل فلاديمير إيفانوفيتش إلى الفرقاطة ماريا المكونة من 54 مدفعاً والتي كانت جزءاً من أسطول بحر البلطيق. في عام 1836م تم نقل فلاديمير من أُسطول بحر البلطيق إلى أُسطول البحر الأسود، وفي عام 1837م تمت ترقيته الى رتبة ملازم أول بحري وتعييّنه قائداً لسفينة نورثرن ستار والتي في نفس العام أبحر فيها الإمبراطور نيكولاس الأول وزوجته في البحر الأسود، حصل بعدها على وسام القديس فلاديمير من الدرجة الرابعة وحصل أيضاً على خاتم ألماس. في عام 1843م حصل على وسام القديس ستانيسلاوس من الدرجة الثانية. من عام 1845 إلى 1850م، شارك في الحملة الروسية على القوقاز، وفي 1846م حصل على وسام القديسة آنا من الدرجة الثانية، وفي عام 1849م تمت ترقيته الى رتبة نقيب. في عام 1850م تم تعيينه قائداً لسفينة الخط "باريس" والتي شارك فيها بمعركة سينوب في 30 نوفمبر 1853م. 

## حرب القرم

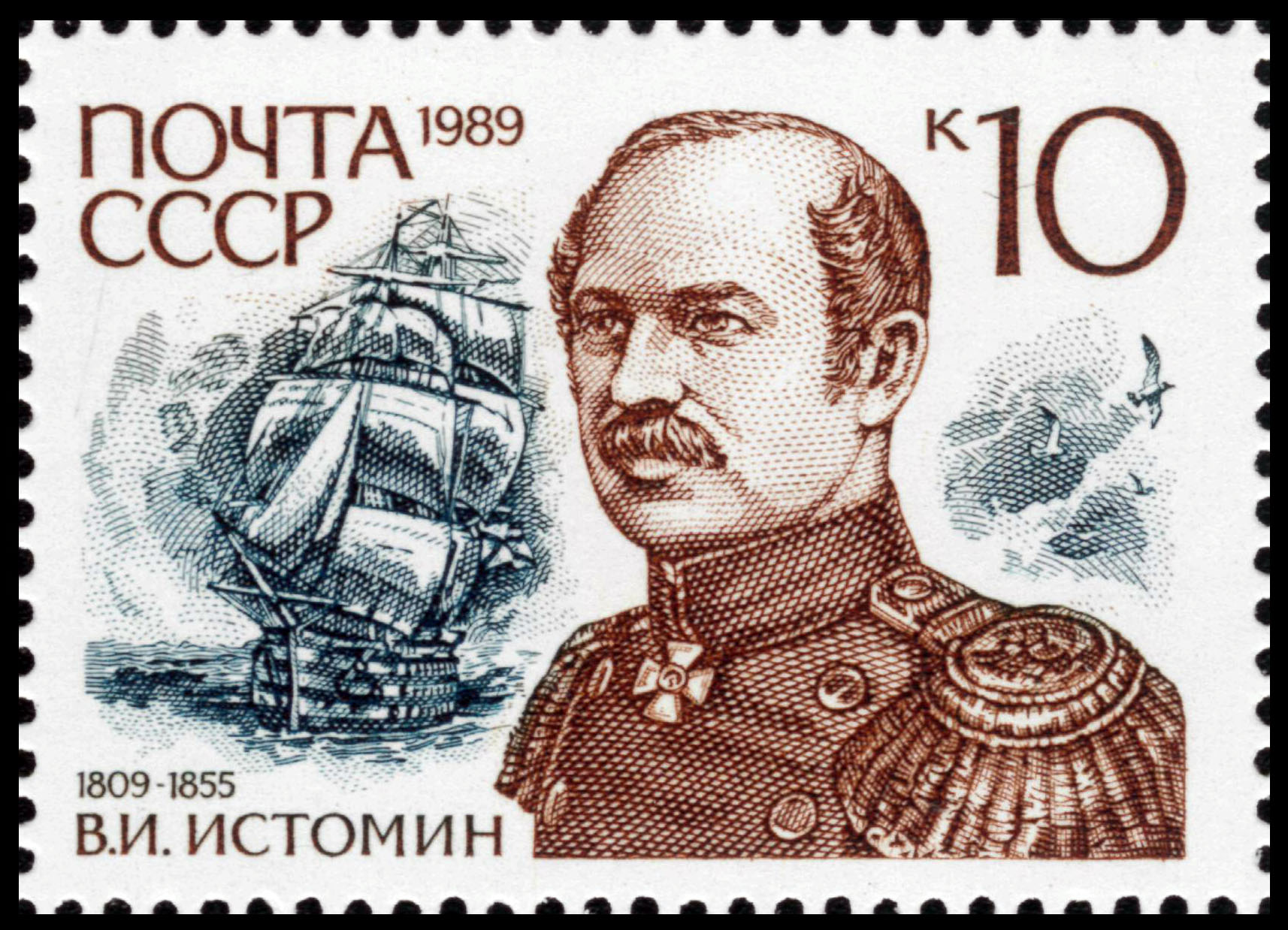
طابع بريدي سوفييتي عام 1989م لفلاديمير استومن تظهر الى جانبه السفينة باريس

في 30 نوفمبر 1853م عندما وقعت معركة سينوب تميّز استومن قائد السفينة باريس في المعركة، لِذلك تمت ترقيته الى رتبة أميرال خلفي (لِواء بحري)، ووفقاً لتقرير الأدميرال بافل ناخيموف إلى الإمبراطور الروسي نيكولاي الأول قال فيه:

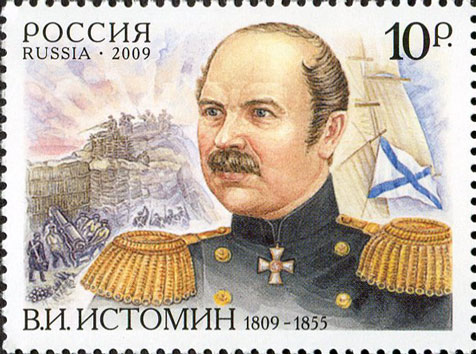
طابع بريدي روسي عام 2009 بمناسبة الذكرى 200 لميلاد فلاديمير إيفانوفيتش استومن

### حصار سيفاستوبول
في عام 1854م عندما بدأ حصار سيفاستوبول تم تعيين فلاديمير استومن قائداً للمسافة الرابعة من الخط الدفاعي والتي تضمنت مالاخوف كورغان والمعاقل المجاورة له. في 20 نوفمبر 1854م مُنح استومن وسام القديس جورج من الدرجة الثالثة ورسالة شخصية من الإمبراطور لِكونه أحد أكثر المشاركين نشاطاً وتنظيماً للدفاع عن المعاقل، مُنذ القصف الأول على سيفاستوبول في 5 أكتوبر 1854، حتى يوم وفاته في 7 مارس 1855، لم يغادر الأميرال استومن المعركة على الرغم من إصابته، قُتل بقذيفة مدفعية عندما كان عائداً من معقل كامتشاتكا في 7 مارس 1855م وتم دفنه في كاتدرائية القديس فلاديمير في سيفاستوبول.

## الجوائز
وسام القديس جورج من الدرجة الرابعة
 وسام القديس جورج من الدرجة الثالثة
 وسام القديس فلاديمير من الدرجة الرابعة
 وسام القديس فلاديمير من الدرجة الثالثة
 وسام القديسة آنا من الدرجة الثالثة
وسام القديسة آنا من الدرجة الثانية
 وسام سانت ستانيسلاوس من الدرجة الثانية.